# Minuartia chlorosciadia
Minuartia chlorosciadia är en nejlikväxtart som beskrevs av K.H. Rechinger. Minuartia chlorosciadia ingår i släktet nörlar, och familjen nejlikväxter. Inga underarter finns listade i Catalogue of Life.